# Шигай-хан (Казахское ханство)
Шига́й-хан (каз. Шығай хан / Şyğai han) (1500−1582) — казахский хан, глава Казахского ханства в 1580−1582 годах, сын Жадик-султана. Во время своего правления Шигай заключил новый союз с Абдаллах-ханом II, направленный против Ташкентского хана Баба-султана. Фактически власть в ханстве находилась в руках сына Шигая — Тауекеля-султана (каз. Тәуекел), который повел решительную борьбу с ташкентским ханом, которая завершилась победой казахов.

## Биография
Во второй половине 1560-х годов Сибирское ханство стало активно участвовать в политике восточных степей. По мнению А. И. Исина, отношения между его правителями и казахским ханом Хакк-Назаром, а также его союзником Шигаем, значительно обострились. Казахи начали борьбу за башкирские улусы, ранее находившиеся под контролем ногайцев и Кучума.
Осенью 1568 года правители Казахского ханства организовали крупный поход на восточные улусы Ногайской Орды. Русский посол С. Мальцев в ноябре 1569 года сообщал: «А Казатцкие Орды Акназара царя и Шигая-царевич и Челыма царевича, а с ними дватцать царевиче приход их был на Нагаи и бой…». Казахские войска нанесли удар по ногайским мирзам и дошли до Астрахани. Однако ногайцы получили помощь от Московского государства — стрельцы, присланные астраханскими воеводами, совместно с ногайцами отбили атаку и убили одного из казахских царевичей: «... и царя великого, и князя воеводы астороханские нагайским людеми давали царя и великого книязя стрелков, и нагайские люди и стрелцы казатцких людей побили наголову ир царевича у них убили...». По мнению историка А. И. Исина, в донесении Мальцева отсутствует упоминание о поражении. Он считает, что казахи остались под Астраханью на зимовку и отступили только весной 1569 года, не дождавшись поддержки османских войск.
Конфликт между сторонами пытались смягчить через династические браки — дочери Шигая были выданы за Ахмад-Гирея и Кучума, а одна из жён самого Шигая происходила из чатских татар. Однако около 1577/78 года Шигай, будучи союзником и потенциальным преемником Хакк-Назара, убил своего зятя Ахмад-Гирея. Причиной стало новое обострение конфликта между казахами, Шибанидами и ногаями именно в этот период.
После смерти Хак-Назара-хана власть в Казахском ханстве перешла к султану Шигаю. К тому времени он уже был пожилым, поэтому опирался на поддержку Абдаллах-хана и фактически зависел от него. В 1582 году Шигай-хан принял участие в его походе на Улытау против Баба-султана и в награду получил земли Ходжента.

## Семья
Жены и наложницы
- Байым-бигим Ханым
- Яхшим-бигим Ханым
- Дадым Ханым

### Дети
Сыновья
- Сейд-Кул султан; мать — Байым-бигим Ханым
- Шах-Мухаммед султан; мать — Дадым Ханым
- Ондан султан (1555—1585) мать — Байым-бигим Ханым
- Тауекель-хан (1562—1598) мать — Яхшим-бигим Ханым
- Есим хан (1565—1628) мать — Яхшим-бигим Ханым
- Али султан; мать — Дадым Ханым
- Сулум султан; мать — Дадым Ханым
- Ибрагим султан; мать — Дадым Ханым
- Аман-Булан султан

Дочери
- Сузге Ханым (??? — 1598) мать — Байым-бигим Ханым
- Алтун-Ханым; мать — Байым Ханым
- Сабырбике Султан Ханым (1564 — ???) мать — Яхшим-бигим Ханым

Самой влиятельной и любимой была вторая жена Шигай хана Яхшим-бигим Ханым. Она родила Шигаю будущих ханов Тауекеля и Есима и дочь Сабырбике Ханым жена Гараб батыра.